# Wedge Tomb von Carrig
Das Wedge Tomb von Carrig (irisch An Charraig) liegt am unteren Westhang des Lugnagun mit Blick auf das Blessington Reservoir im Norden des County Wicklow in Irland. Wedge Tombs (dt.: „Keilgräber“), früher auch „wedge-shaped gallery grave“ genannt, sind zwischen 4000 und 2500 v. Chr. in der Jungsteinzeit errichtete doppelwandige, ganglose, überwiegend ungegliederte Megalithbauten der späten Jungsteinzeit und der frühen Bronzezeit.
Die rechteckige, durch ihre Seitensteine markierte Galerie ist etwa 6,0 m lang und 1,0 m breit. Sie wird beidseitig von Resten einer Außenmauer flankiert. Es gibt einen Fassadenstein im Südosten. Die Randsteine, besonders auf der Nordseite, sind im Wesentlichen intakt. Die Galerie hat im Südwesten eine leicht keilförmige Vorkammer von 1,8 m Länge und 1,5 bis 1,8 m Breite. Sie ist vom Rest der Galerie durch zwei große seitliche Pfosten getrennt mit einer Reihe kleinerer Steine dazwischen, die offenbar einen Schwellenstein darstellen. Eine Reihe liegender Steine am Westende der Galerie können verlagerte Deckenplatten sein. Der ovale, Südwest-Nordost-orientierte Cairn ist 10,5 m lang und 8,8 m breit.
Im Jahr 2023 ist die Anlage stark von Stechginster überwachsen, so dass die Struktur von außen nicht erkennbar ist.